# Khúc côn cầu trên cỏ tại Đại hội Thể thao châu Á 2018 – Vòng loại Nam
Khúc côn cầu trên cỏ tại Vòng loại Đại hội thể thao châu Á 2018 là vòng loại trực tiếp cho nội dung khúc côn cầu trên cỏ nam tại Đại hội thể thao châu Á 2018. Được tổ chức từ ngày 7 đến ngày 18 tháng 3 năm 2018 tại Muscat, Oman.

## Các đội
- Afghanistan
- Bangladesh
- Đài Bắc Trung Hoa
- Hồng Kông
- Kazakhstan
- Oman
- Sri Lanka
- Thái Lan

## Thể thức
Tám đội sẽ được chia thành hai nhóm bốn đội. Hai đội đứng đầu sẽ vào bán kết để xác định đội thắng theo thể thức đấu loại trực tiếp. Hai đội cuối mỗi bảng thi đấu từ hạng 5 đến hạng 8 cũng theo thể thức đấu loại trực tiếp.

## Kết quả
Tất cả các giờ đều là giờ địa phương (UTC+04:00).

### Vòng sơ loại

#### Bảng A
| VT | Đội         | ST | T | H | B | BT | BB | HS  | Đ | Giành quyền tham dự |
| -- | ----------- | -- | - | - | - | -- | -- | --- | - | ------------------- |
| 1  | Bangladesh  | 3  | 3 | 0 | 0 | 35 | 1  | +34 | 9 | Bán kết             |
| 2  | Thái Lan    | 3  | 2 | 0 | 1 | 26 | 5  | +21 | 6 | Bán kết             |
| 3  | Hồng Kông   | 3  | 1 | 0 | 2 | 20 | 9  | +11 | 3 |                     |
| 4  | Afghanistan | 3  | 0 | 0 | 3 | 1  | 67 | −66 | 0 |                     |

| 9 tháng 3 năm 2018 18:00 |

| Hồng Kông | 19–1    | Afghanistan  |
| --- | ------- | ------------ |
| Kin Kan Tsang 4', 13', 19', 40' · Siu 6' · Ho 12', 38', 55' · Iu 14', 34', 47' · Kam 16', 52' · Chun Hin Yu 18' · Chi Wai Yu 25', 33' · Cheun 29' · Angus Chan 54', 56' | Báo cáo | Achekzai 15' |

| Trọng tài: Dayan Dissanayake (SRI) Mahmood Al Hasani (OMA) |

| 9 tháng 3 năm 2018 20:00 |

| Bangladesh                                                                     | 5–0     | Thái Lan |
| ------------------------------------------------------------------------------ | ------- | -------- |
| Sarower Hossain 14' · Jubair 27' · Milon Hossain 35' · Sarkar 47' · Chayan 51' | Báo cáo |          |

| Trọng tài: Suolong You (CHN) Khamis Al Balushi (OMA) |

| 11 tháng 3 năm 2018 18:00 |

| Hồng Kông | 1–5     | Bangladesh                                                            |
| --------- | ------- | --------------------------------------------------------------------- |
| Iu 15'    | Báo cáo | Ashraful Islam 33', 35' · Sarkar 47' · Mahmud 58' · Milon Hossain 60' |

| Trọng tài: Nazmi Kamarudin (MAS) Khamis Al Balushi (OMA) |

| 11 tháng 3 năm 2018 20:00 |

| Thái Lan | 23–0    | Afghanistan |
| --- | ------- | ----------- |
| Kampanthong 4', 13', 34', 34', 40', 45', 48', 52' · Samoechai 11', 56' · Yosiri 12', 38' · Intani 20', 27', 59' · Harapan 29', 49' · Boon-Art 30', 36' · Lenbury 34', 50' · Maseela 47' · Thanperm 60' | Báo cáo |             |

| Trọng tài: Makhsudbek Urmanov (KAZ) Dayan Dissanayake (SRI) |

| 13 tháng 3 năm 2018 15:00 |

| Bangladesh | 25–0    | Afghanistan |
| --- | ------- | ----------- |
| Arshad Hossain 1', 21', 32' · Islam 9', 26', 30' · Emon 15', 33', 35', 53' · Mahmud 16', 42', 45' · Chayan 17', 18', 23' · Uddin 19' · Sarkar 23', 25', 56', 60' · Shetful 37', 58' · Jubair 48', 52' | Báo cáo |             |

| Trọng tài: Surachaet Visavateeranon (THA) Mahmood Al Hasani (OMA) |

| 13 tháng 3 năm 2018 17:00 |

| Thái Lan                        | 3–0     | Hồng Kông |
| ------------------------------- | ------- | --------- |
| Harapan 20', 36' · Boon-Art 55' | Báo cáo |           |

| Trọng tài: Hari Silvarajoo (SGP) Khamis Al Balushi (OMA) |

#### Bảng B
| VT | Đội               | ST | T | H | B | BT | BB | HS  | Đ | Giành quyền tham dự |
| -- | ----------------- | -- | - | - | - | -- | -- | --- | - | ------------------- |
| 1  | Oman              | 3  | 3 | 0 | 0 | 12 | 4  | +8  | 9 | Bán kết             |
| 2  | Sri Lanka         | 3  | 2 | 0 | 1 | 11 | 6  | +5  | 6 | Bán kết             |
| 3  | Đài Bắc Trung Hoa | 3  | 1 | 0 | 2 | 12 | 11 | +1  | 3 |                     |
| 4  | Kazakhstan        | 3  | 0 | 0 | 3 | 3  | 17 | −14 | 0 |                     |

| 8 tháng 3 năm 2018 18:00 |

| Sri Lanka                                                                            | 6–0     | Kazakhstan |
| ------------------------------------------------------------------------------------ | ------- | ---------- |
| Ranasingha 22', 48' · Kulathunga 22' · Rathnayake 45' · Bandara 48' · Sudusinghe 53' | Báo cáo |            |

| Trọng tài: Nazmi Kamarudin (MAS) Shahbaz Ali (BAN) |

| 8 tháng 3 năm 2018 20:00 |

| Oman                                                          | 4–3     | Đài Bắc Trung Hoa                      |
| ------------------------------------------------------------- | ------- | -------------------------------------- |
| Mahmood Al Hasni 14', 58' · Imad Al Hasani 41' · Al Qasmi 51' | Báo cáo | Chia-Ching Huang 36' · Li 53' · Hu 59' |

| Trọng tài: Hari Silvarajoo (SGP) Ahmed Elsayed Ahmed (EGY) |

| 10 tháng 3 năm 2018 18:00 |

| Đài Bắc Trung Hoa                                                        | 8–3     | Kazakhstan                      |
| ------------------------------------------------------------------------ | ------- | ------------------------------- |
| Liu 7' · Hsu 24', 39' · Hu 49', 58' · Lu 50' · Li 57' · Tzu-Yu Huang 59' | Báo cáo | Dyussebekov 5', 58' · Uzbek 46' |

| Trọng tài: Surachaet Visavateeranon (THA) Ming Yeung Chor (HKG) |

| 10 tháng 3 năm 2018 20:00 |

| Sri Lanka      | 1–5     | Oman                                                              |
| -------------- | ------- | ----------------------------------------------------------------- |
| Rathnayake 56' | Báo cáo | Al-Saadi 16', 51' · Al Shaaib 28' · Bait Shamaiaa 39' · Rajab 44' |

| Trọng tài: Shahbaz Ali (BAN) Hari Silvarajoo (SGP) |

| 12 tháng 3 năm 2018 18:00 |

| Đài Bắc Trung Hoa | 1–4     | Sri Lanka                                             |
| ----------------- | ------- | ----------------------------------------------------- |
| Lu 16'            | Báo cáo | Doranegala 19' · Sudusinghe 28' · Rathnayake 35', 52' |

| Trọng tài: Suolong You (CHN) Nazmi Kamarudin (MAS) |

| 12 tháng 3 năm 2018 20:00 |

| Oman                                     | 3–0     | Kazakhstan |
| ---------------------------------------- | ------- | ---------- |
| Al Qasmi 14' · Rajab 37' · Al Nofali 60' | Báo cáo |            |

| Trọng tài: Ahmed Elsayed Ahmed (EGY) Ming Yeung Chor (HKG) |

### Phân loại hạng 5–8
|  | Bán kết hạng 5-8    | Bán kết hạng 5-8  |                     |    | Hạng 5 | Hạng 5 |
|  |                     |                   |                     |    |        |        |
|  | 15 tháng 3 năm 2018 |                   |                     |    |        |        |
|  |                     |                   |                     |    |        |        |
|  | Hồng Kông           | 3                 |                     |    |        |        |
|  | Hồng Kông           | 3                 | 16 tháng 3 năm 2018 |    |        |        |
|  | Kazakhstan          | 4                 |                     |    |        |        |
|  | Kazakhstan          | 4                 | Kazakhstan          | 0  |        |        |
|  | 15 tháng 3 năm 2018 |                   | Kazakhstan          | 0  |        |        |
|  |                     | Đài Bắc Trung Hoa | 4                   |    |        |        |
|  | Đài Bắc Trung Hoa   | Đài Bắc Trung Hoa | 4                   | 14 |        |        |
|  | Đài Bắc Trung Hoa   |                   |                     | 14 |        |        |
|  | Afghanistan         | 1                 |                     |    |        |        |
|  | Afghanistan         | 1                 | Hạng 7              |    |        |        |
|  |                     |                   |                     |    |        |        |
|  | 16 tháng 3 năm 2018 |                   |                     |    |        |        |
|  |                     |                   |                     |    |        |        |
|  | Hồng Kông           | 16                |                     |    |        |        |
|  | Hồng Kông           | 16                |                     |    |        |        |
|  | Afghanistan         | 0                 |                     |    |        |        |

| 15 tháng 3 năm 2018 13:30 |

| Hồng Kông                                     | 3–4     | Kazakhstan                                            |
| --------------------------------------------- | ------- | ----------------------------------------------------- |
| Kin Kan Tsang 16' · Iu 21' · Martin Tsang 39' | Báo cáo | Urmanov 32' · Aman Yelubayev 43', 53' · Tashkeyev 57' |

| Trọng tài: Mahmood Al Hasani (OMA) Shahbaz Ali (BAN) |

| 15 tháng 3 năm 2018 15:45 |

| Đài Bắc Trung Hoa | 14–1    | Afghanistan |
| --- | ------- | ----------- |
| Tzu-Yu Huang 2', 42' · Chia-Ching Huang 5' · Li 11' · Hu 16' · Shih 19', 23', 25', 50', 58' · Liu 22', 27' · Hsu 30' · Cheng-Hao Chang 45' | Báo cáo | Satari 37'  |

| Trọng tài: Surachaet Visavateeranon (THA) Ming Yeung Chor (HKG) |

#### Hạng 7/8
| 16 tháng 3 năm 2018 18:00 |

| Hồng Kông | 16–0    | Afghanistan |
| --- | ------- | ----------- |
| Kin Kan Tsang 3', 4', 9', 13', 28' · Iu 12', 15', 49' · Monthong 15' · Tse 25' · Kam 30' · Martin Tsang 33' · Chi Wai Yu 43' · Angus Chan 50' · Hou-Fung Chan 53', 55' | Báo cáo |             |

| Trọng tài: Dayan Dissanayake (SRI) Mahmood AL Hasani (OMA) |

#### Hạng 5/6
| 16 tháng 3 năm 2018 20:15 |

| Kazakhstan | 0–4     | Đài Bắc Trung Hoa              |
| ---------- | ------- | ------------------------------ |
|            | Báo cáo | Li 12' · Liu 13', 36' · Lu 23' |

| Trọng tài: Surachaet Visavateeranon (THA) Khamis AL Balushi (OMA) |

### Phân loại hạng 1–4
|  | Bán kết             | Bán kết |                     |   | Chung kết | Chung kết |
|  |                     |         |                     |   |           |           |
|  | 15 tháng 3 năm 2018 |         |                     |   |           |           |
|  |                     |         |                     |   |           |           |
|  | Bangladesh          | 3       |                     |   |           |           |
|  | Bangladesh          | 3       | 17 tháng 3 năm 2018 |   |           |           |
|  | Sri Lanka           | 2       |                     |   |           |           |
|  | Sri Lanka           | 2       | Bangladesh          | 0 |           |           |
|  | 15 tháng 3 năm 2018 |         | Bangladesh          | 0 |           |           |
|  |                     | Oman    | 2                   |   |           |           |
|  | Oman                | Oman    | 2                   | 8 |           |           |
|  | Oman                |         |                     | 8 |           |           |
|  | Thái Lan            | 0       |                     |   |           |           |
|  | Thái Lan            | 0       | Tranh hạng ba       |   |           |           |
|  |                     |         |                     |   |           |           |
|  | 17 tháng 3 năm 2018 |         |                     |   |           |           |
|  |                     |         |                     |   |           |           |
|  | Sri Lanka           | 4       |                     |   |           |           |
|  | Sri Lanka           | 4       |                     |   |           |           |
|  | Thái Lan            | 1       |                     |   |           |           |

#### Bán kết
| 15 tháng 3 năm 2018 18:00 |

| Bangladesh                          | 3–2     | Sri Lanka                       |
| ----------------------------------- | ------- | ------------------------------- |
| Sarkar 49', 52' · Milon Hossain 58' | Báo cáo | Sudusinghe 34' · Ranasingha 51' |

| Trọng tài: Ahmed Elsayed Ahmed (EGY) Suolong You (CHN) |

| 15 tháng 3 năm 2018 20:15 |

| Oman                                                                                           | 8–0     | Thái Lan |
| ---------------------------------------------------------------------------------------------- | ------- | -------- |
| Imad Al Hasani 12', 57' · Al Fazari 27', 29' · Rajab 34', 49' · Al Raiisi 53' · Al Shaaibi 56' | Báo cáo |          |

| Trọng tài: Nazmi Kamarudin (MAS) Hari Silvarajoo (SGP) |

#### Hạng 3-4
| 17 tháng 3 năm 2018 18:00 |

| Sri Lanka                                             | 4–1     | Thái Lan      |
| ----------------------------------------------------- | ------- | ------------- |
| Rathnayake 20' · Sudusinghe 22', 34' · Ranasingha 27' | Báo cáo | Samoechai 26' |

| Trọng tài: Ahmed Elsayed Ahmed (EGY) Khamis Al Balushi (OMA) |

#### Chung kết
| 17 tháng 3 năm 2018 20:15 |

| Bangladesh | 0–2     | Oman                             |
| ---------- | ------- | -------------------------------- |
|            | Báo cáo | Rashas Al Fazari 28' · Rajab 31' |

| Trọng tài: Suolong You (CHN) Nazmi Kamarudin (MAS) |

## Bảng xếp hạng cuối cùng
| Thứ hạng | Đội tuyển         |
| -------- | ----------------- |
|          | Oman              |
|          | Bangladesh        |
|          | Sri Lanka         |
| 4        | Thái Lan          |
| 5        | Đài Bắc Trung Hoa |
| 6        | Kazakhstan        |
| 7        | Hồng Kông         |
| 8        | Afghanistan       |

|  | Đủ điều kiện tham dự Đại hội thể thao châu Á 2018 |

## Cầu thủ ghi bàn
10 bàn thắng
- Kin Kan Tsang

8 bàn thắng
- Roman Sarkar
- Felix Chi Him Iu
- Thanop Kampanthong

5 bàn thắng
- Ashraful Islam
- Basim Khatar Rajab
- Anuradha Rathnayake
- Sandaruwan Sudusinghe
- Chin Kun Liu
- Tsung-Jen Shih

4 bàn thắng
- Mamunur Rahman Chayan
- Deen Md. Emon
- Rashel Mahmud
- Angus Chan
- Dhammika Ranasingha
- Borirak Harapan
- Chun-Che Hu
- An-Szu Li

3 bàn thắng
- Milon Hossain
- Hasan Jubair
- Ching Ho
- Shung-Yin Kam
- Chi Wai Yu
- Rashad Al Fazari
- Imad Al Hasani
- Thanakrit Boon-Art
- Norrawich Intani
- Seksit Samoechai
- Ching-Chieh Hsu
- Tzu-Yu Huang
- Sung-Ting Lu

2 bàn thắng
- Farhad Shetful
- Hou-Fong Chan
- Martin Tsang
- Yerkebulan Dyussebekov
- Aman Yelubayev
- Mahmood Al Hasni
- Asaad Mubarak Al Qasmi
- Khalid Al Shaaibi
- Salah Al-Saadi
- Wiros Yosiri
- Vong Lenbury
- Chia-Ching Huang

1 bàn thắng
- Abdul Achekzai
- Abdul Satari
- Sarower Hossain
- Naim Uddin
- Kwun Wa Cheun
- Windfall Monthong
- Chung Ming Siu
- Man Chun Tse
- Chun Hin Yu
- Yermek Tahskeyev
- Daulet Urmanov
- Tilek Uzbek
- Ahmed Al Nofali
- Marwan Al Raiisi
- Mahmood Bait Shamaiaa
- Damith Bandara
- Ishanka Doranegala
- Rajitha Kulathunga
- Nisman Maseela
- Aphiwat Thanperm
- Cheng-Hao Chang